# Lichenoconium
Lichenoconium Petr. & Syd. (naporościak) – rodzaj grzybów naporostowych z rodziny Lichenoconiaceae.

## Systematyka i nazewnictwo
Pozycja w klasyfikacji według Index Fungorum: Lichenoconiaceae, Lichenoconiales, Incertae sedis, Dothideomycetes, Pezizomycotina, Ascomycota, Fungi.
Nazwa polska według W. Fałtynowicza.

## Gatunki występujące w Polsce
- Lichenoconium erodens M.S. Christ. & D. Hawksw. 1977 – naporościak plamisty
- Lichenoconium lecanorae (Jaap) D. Hawksw. 1979 – naporościak misecznicowy
- Lichenoconium pyxidatae (Oudem.) Petr. & Syd. 1927 – naporościak chrobotkowy
- Lichenoconium xanthoriae M.S. Christ. 1956 – naporościak złotorostowy

Nazwy naukowe na podstawie Index Fungorum. Nazwy polskie według W. Fałtynowicza.